# Chironomus salinarius
Chironomus salinarius är en tvåvingeart som beskrevs av Jean-Jacques Kieffer 1915. Chironomus salinarius ingår i släktet Chironomus och familjen fjädermyggor. Arten är reproducerande i Sverige. Inga underarter finns listade i Catalogue of Life.